# Aardbeieneiland
Aardbeieneiland (Illa de les Maduixes) és una illa deshabitada d'una superfície de 4 hectàrees que se situa al Veerse Meer, a la província de Zelanda als Països Baixos. Originalment era un banc de sorra. Després de la creació del Veerse Meer, es pensava que l'illa desapareixeria automàticament. Al final, l'illa es va quedar i ara està en mans de l'associació Natuurmonumenten.
Com que al principi es pensava que l'illa desapareixeria, no es va establir cap pla concret. Això va resultar en el desenvolupament natural de la vegetació. Als primers anys, les maduixes hi tenien molta presència, cosa que va donar nom a l'illa. També hi ha moltes espècies de salzes. El sòl és sorra rica en calç i es troba 10–20 cm a sobre del nivell de mar. Una recerca del Deltadienst va demostrar que la superfície de l'illa està disminuint, per la qual cosa es va crear una defensa de riba.
L'illa no està tancada al públic, però la defensa de riba fa que no hi arribi gaire gent. Malgrat això, la presència de gent a l'Aardbeieneiland va donar peu a sendes. Fa anys que l'Associació Natuurmonumenten s'absté de fer res d'especial a l'illa per tal de promoure'n el desenvolupament natural.